# Jitka Hlaváčková
Jitka Hlaváčková, provdaná Šimonová je česká lékařka a bývalá československá krasobruslařka. 

## Život
Byla členkou pražského klubu Slavia Žižkov. Na Zimní univerziádě v roce 1960 vybojovala první místo a v roce 1962 byla třetí.
Po skončení kariéry pracovala jako lékařka, byla první primářkou koronární jednotky III. interní kliniky Všeobecné fakultní nemocnice a 1. lékařské fakulty UK v Praze.
Byla manželkou lékaře Václava Šimona.

## Výsledky
| Soutěž                             | 1957 | 1958 | 1959 | 1960 | 1961 | 1962 | 1963 |
| ---------------------------------- | ---- | ---- | ---- | ---- | ---- | ---- | ---- |
| Mistrovství Evropy v krasobruslení | 12   | 12   | 12   | 13   | 10   |      |      |
| Zimní Univerziáda                  |      |      |      | 1    |      | 3    |      |
| Mistrovství ČSR v krasobruslení    | 2    | 3    | 3    | 2    | 4    | 3    | 3    |